# Abbaye Saint-Pierre-et-Saint-Paul de Luxeuil
L'abbaye Saint-Pierre-et-Saint-Paul de Luxeuil est située à Luxeuil-les-Bains au sud-est des Vosges. Elle a été fondée en 590 par saint Colomban, ce qui a permis à Luxovium, importante cité à l'époque romaine mais déserte car complètement ruinée par les invasions barbares, de revivre. Les Sarrasins la pillent en 732, mais Charlemagne la relève et la règle de saint Benoît remplace celle de saint Colomban.
Cette abbaye était renommée pour son scriptorium, actif dès le milieu du VIIe siècle, et probablement le lieu de naissance de la première écriture calligraphique en minuscules, l'« écriture de Luxeuil » mérovingienne avec une ornementation marginale empruntée à la grammaire décorative de l'Irlande, issue de la cursive romaine. Un de ses manuscrits le plus célèbre est le Lectionnaire de Luxeuil composé à la fin du VIIe siècle).
L'abbaye est en partie classée (en 1846, 1875 et 1980 : église Saint-Pierre, cloître, etc.) et en partie inscrite (en 1934 : chapelle du XIXe siècle) au titre des monuments historiques.

## Histoire

### La fondation au haut Moyen Âge

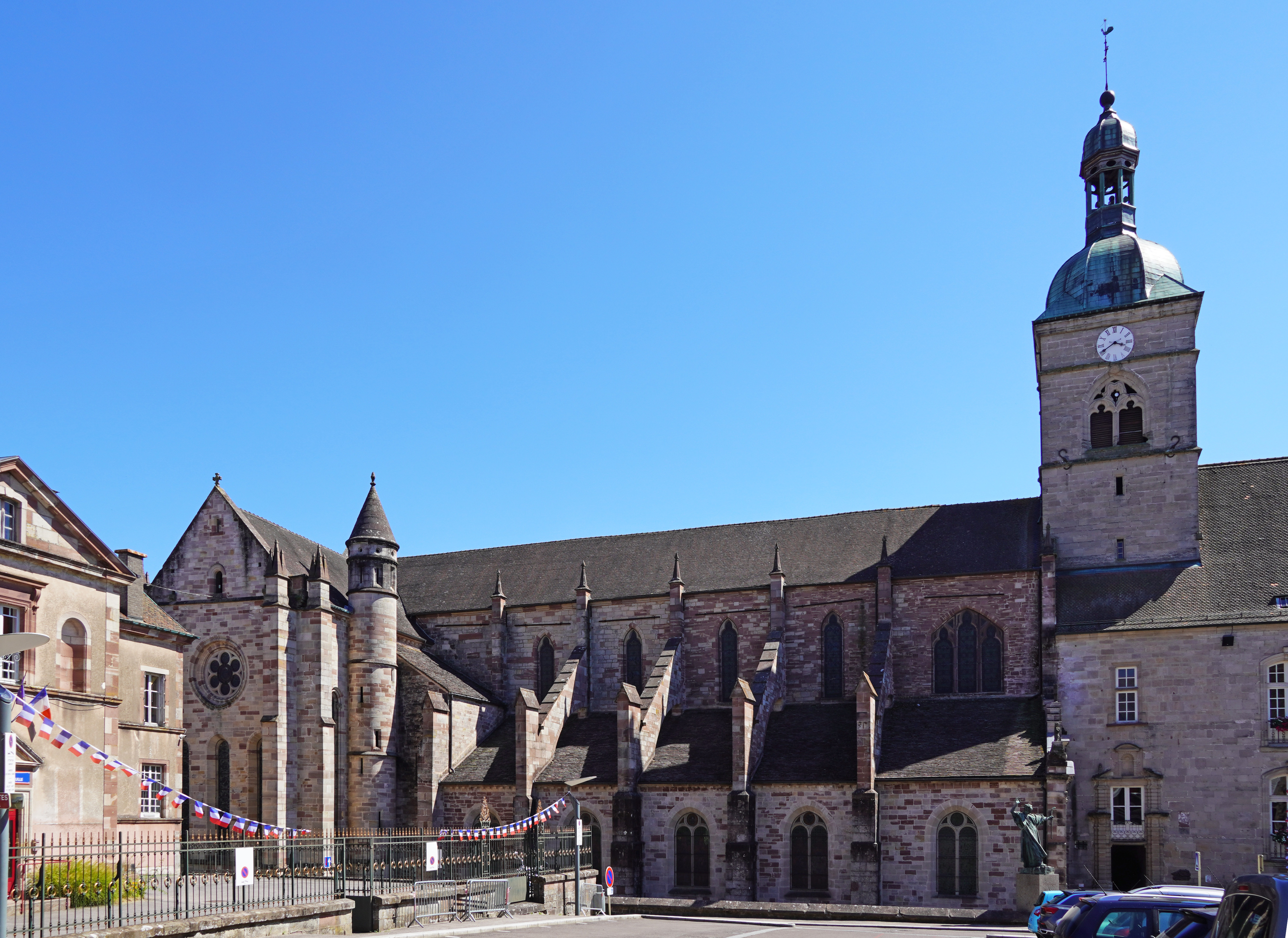
La basilique Saint-Pierre.

Le monastère a été fondé vers 585-590 par le missionnaire irlandais saint Colomban. Columban et ses disciples avaient d'abord bâti des communs au lieu-dit Annegray, sur la commune de La Voivre. En quête d'un lieu plus propice à l'établissement permanent de sa communauté, Columban porta son choix sur les ruines d'un bourg gallo-romain : Luxovium, à 12 km de là, dont les fortifications étaient encore visibles. Cette petite ville, ravagée par Attila en 451, gisait alors perdue au milieu des bois qui, depuis un siècle, avaient recouvert les lieux, mais au fond d'une vallée, les thermes (« construits avec un soin peu ordinaire » selon Jonas de Bobbio, premier biographe de Columban) étaient toujours debout : ce souvenir est préservé dans le nom de la ville, Luxeuil-les-Bains. Jonas de Bobbio donne une description précise de l'édifice : « Là, des statues de pierre, que les païens adoraient selon leur misérable croyance, se dressaient au milieu de la végétation ».
Grâce aux dons d'un dignitaire de la cour de Childebert II, les moines édifièrent en lieu et place des ruines une abbaye chrétienne, comme un défi aux croyances païennes antérieures.
Sous l'impulsion intellectuelle et spirituelle des moines irlandais, l'abbaye de Luxeuil, consacrée à saint Pierre, devint rapidement l'un des monastères les plus importants et les plus dynamiques de toute la Gaule. La communauté était si nombreuse que, les chœurs pouvant prendre le relais l'un de l'autre pour l'office, la laus perennis, importée à Luxeuil depuis le monastère d'Agaunum, résonnait jour et nuit.

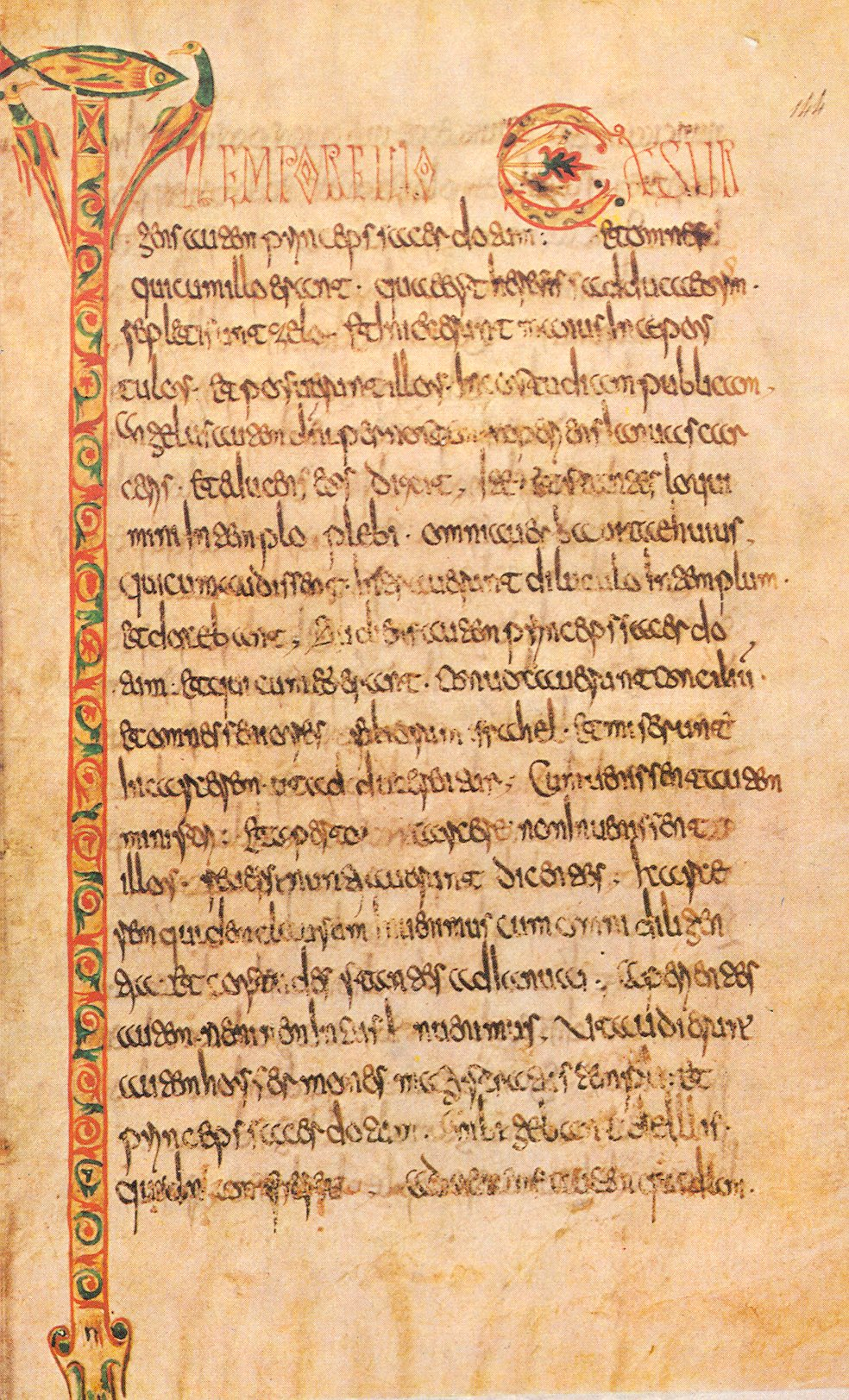
Lectionnaire de Luxeuil, Paris, Bibliothèque nationale de France. Ce folio contient les Actes 5 : 17-25 : « Tempore illo exur- / gens autem princeps sacerdotum : et omnes… ».

Si l'essentiel des premiers rites observés à Luxeuil étaient issus des traditions monastiques celtiques, qu'ils soient ou non l'œuvre de Columban, ils furent graduellement supplantés par la règle de saint Benoît, plus formelle. Cette obédience, qui s'imposait alors dans tout l'Occident chrétien, édictait des règles précises sur le choix de l'abbé, sur les relations de l'abbé avec les moines composant la communauté, ainsi que sur les différentes charges qui pouvaient être déléguées à des moines au sein des monastères. En 603, un synode accusa Columban de célébrer Pâques selon le calendrier liturgique celte ; en réalité, il est probable que ce sont sa sévérité et le caractère inflexible de la règle qu'il avait imposée qui lui valurent d'être cité à comparaître devant le roi des Burgondes.
Columban fut exilé de Luxeuil sur ordre de Thierry II et de la douairière Brunehaut. Son successeur à la tête de l'abbaye fut Eustache de Luxeuil, responsable du séminaire, une école devenue célèbre sous la direction d'Eustache lui-même puis de son successeur saint Gaubert. Le rayonnement de l'école, ainsi que l'autorité morale de l'abbaye de Luxeuil, contribuèrent grandement à la conversion des Burgondes. Luxeuil missionna trois délégations : l'une vers des ruines qui se trouvaient entre Milan et Gênes, à Bobbio, où Columban se proposa comme nouvel abbé ; les deux autres à Saint-Valery-sur-Somme et à Remiremont. Parmi les religieux célèbres qui fréquentèrent l'abbaye de Luxeuil, il y a lieu de mentionner Conon, abbé de Lérins, qui vint y préparer la réforme de son monastère, saint Wandrille et saint Philibert, fondateurs respectifs des abbayes de Fontenelle et de Jumièges en Normandie, qui y méditèrent la règle qui devait devenir celle des monastères de la tradition de Luxeuil.
Les Sarrasins, au cours de leur équipée à travers l'Ouest de la Gaule en 731, s'emparèrent de Luxeuil et massacrèrent l'essentiel de la communauté. Les rares survivants entreprirent de réparer les édifices, mais le monastère et la petite bourgade qui s'était établie à l'entour ne résistèrent pas à l'attaque des Normands au IXe siècle, et fut à nouveau pillée plusieurs fois. Par la suite, tandis que le dix-huitième abbé, Anségise de Fontenelle, réformait le monastère, Louis le Pieux réaffirma sa charte, ordonna la réparation de l'église et du cloître, et contribua au renfort de la discipline.
À partir du XVe siècle, l'institution d'abbés commendataires favorisa la décadence de l'observance de la règle. Charles Quint restreignit alors le pouvoir des abbés de Luxeuil.

### L'adhésion à la congrégation de Saint-Vanne et Saint-Hydulphe
Mais en 1634, la charge d'abbé commendataire fut supprimée, et Luxeuil fusionna avec la congrégation de Saint-Vanne et Saint-Hydulphe. À en croire un rapport de la Commission des Réguliers, rédigé en 1768, la communauté semble être redevenue florissante, et la règle respectée.

### Suppression de l'abbaye à la Révolution française
Les moines furent chassés après la Révolution. Vendus comme biens nationaux, les bâtiments du monastère ont pour l'essentiel disparu sous la ville actuelle, à l'exception de la chapelle du XIVe siècle, à l'architecture gothique, et du cloître et des dépendances conventuelles qui, jusqu'à la loi sur les associations et à la loi de Séparation des Églises et de l'État en 1905, servirent de séminaire pour l’archevêché de Besançon, et ont été maintenus en état. La chapelle elle-même avait servi pendant des décennies d'église diocésaine à la ville de Luxeuil-les-Bains.
L'abbaye accueille un petit séminaire jusqu'en 1985 et, de nos jours, un centre pastoral et culturel et un collège.

## Liste des abbés de Saint-Pierre-et-Saint-Paul de Luxeuil
D'après Gallia Christiana :
- 590-610 : saint Colomban
- 610-625 : saint Eustache
- 625-6?? : saint Valbert
- 6??-6?? : Vindologe
- 6??-665 : Bertoald
- 665-682 : saint Ingofroy
- 682-6?? : Cunctan
- 6??-6?? : Rustique
- 6??-700 : Sayfroce
- 700-7?? : bienheureux Adon
- 7??-7?? : Arulfe
- 7??-7?? : Rendin
- 7??-7?? : Regnebert
- 7??-7?? : Gérard Ier
- 7??-7?? : Ratton
- 7??-730 : Villicran
- 730-731 : saint Mellin
- 731-746 : Vacance
- 746-7?? : Frudoald
- 7??-7?? : Gaylembe
- 7??-764 : Ayribrand
- 764-7?? : Boson
- 7??-785 : Grimoald
- 785-786 : André Ier
- 786-7?? : Docton
- 7??-8?? : Silierne
- 8??-817 : Dadin

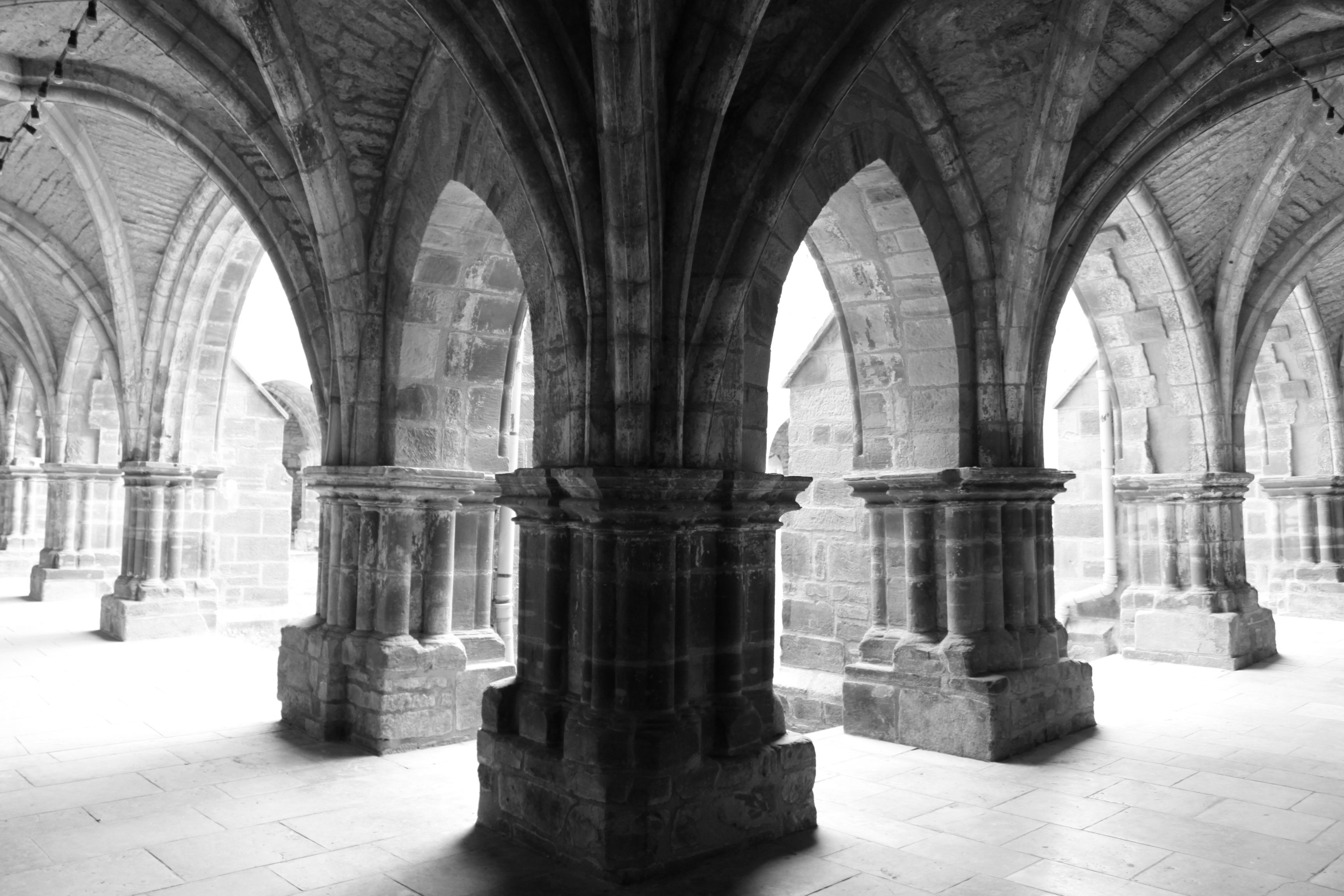
Vue du cloitre.

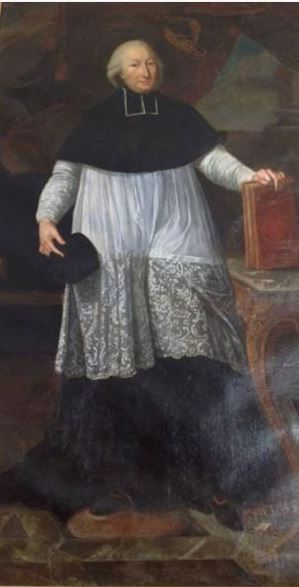
Jean IV Louis-Aynard de Clermont-Tonnerre, dernier abbé de Luxeuil.

- 817-834 : saint Anségise de Fontenelle
- 834-834 : Drogon de Metz
- 834-855 : Fulbert
- 856-888 : saint Gibert (martyr)[7]
- 888-948 : Eudes Ier
- 948-983 : Guy Ier
- 983-1018 : Aalongue
- 1018-10?? : Milon
- 10??-1049 : Guillaume Ier
- 1049-10?? : Gérard II
- 10??-10?? : Roger
- 10??-10?? : Robert
- 10??-10?? : Guy II
- 1090-1023 : Thibaud Ier
- 1123-1136 : Hugues Ier
- 1136-1139 : Josserand
- 1139-1147 : Étienne Ier
- 1147-1160 : Gérard III
- 1160-1165 : Pierre Ier
- 1165-1178 : Sifroy
- 1178-1186 : Bouchard
- 1186-1189 : Gérard IV
- 1189-1201 : Olivier d’Abbans
- 1201-1204 : Frédéric
- 1204-1209 : Hervé
- 1209-1219 : Hugues II
- 1219-1234 : Simon
- 1234-1265 : Thibaud II
- 1265-12?? : Régnier
- 12??-1271 : Hugues III
- 1271-1287 : Charles Ier
- 1287-1308 : Thibaud III de Faucogney
- 1308-1314 : Étienne II
- 1314-1319 : (vacance)
- 1319-1345 : Eudes II de Châtillon
- 1345-1351 : Fromond de Corcondray
- 1351-1363 : Guillaume II de Saint-Germain
- 1364-1382 : Aymon de Mollans
- 1382-1416 : Guillaume III de Bussul
- 1416-1416 : Pierre II de Lugney
- 1416-1424 : Étienne III Pierrecy de L’Isle
- 1424-1427 : Guy III Pierrecy de L’Isle
- 1427-1431 : Jean Ier d’Ungelles
- 1431-1449 : Guy IV Briffaut
- 1449-1468 : cardinal Jean II Jouffroy
- 1468-1495 : Antoine Ier de Neuchâtel
- 1495-1533 : Jean III de La Palud de Varambon (Famille de La Palud)
- 1534-1541 : François Ier de La Palud de Varambon (Famille de La Palud)
- 1542-1560 : François II Bonvalot
- 1560-1586 : cardinal Antoine II Perrenot de Grandvelle
- 1587-1600 : cardinal Louis de Madruce
- 1600-1601 : cardinal André II d’Autriche
- 1601-1622 : Antoine III de La Baume (Famille de La Baume-Saint-Amour), ancien abbé de Baume-les-Messieurs (1583-1601)
- 1622-1631 : Philippe de La Baume
- 1633-1642 : Jérôme Coquelin
- 1642-1671 : Jean-Baptiste Ier Clerc
- 1671-1671 : Claude-Paul de Bauffremont
- 1671-1671 : Emmanuel Privey
- 1671-1680 : Jean-Baptiste II Joseph-Hyacinthe de Bauffremont
- 1680-1733 : Charles II  Emmanuel de Bauffremont
- 1733-1741 : (vacance)
- 1741-1743 : René de Rohan-Soubise
- 1743-1790 : Jean IV Louis-Aynard de Clermont-Tonnerre

## Quelques moines ou abbés du monastère
- saint Romaric
- Amé de Remiremont
- Acharius

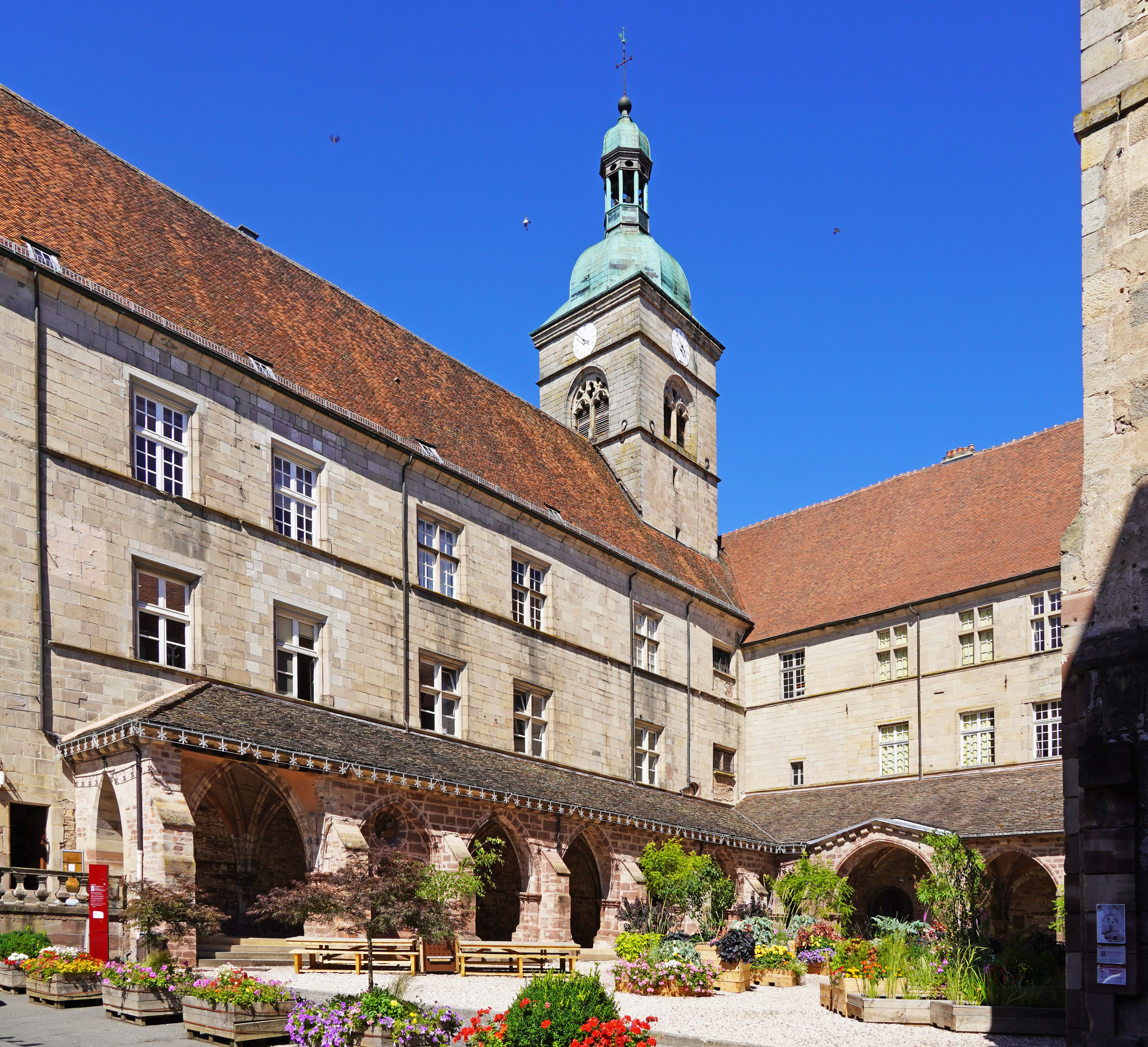
Vue du cloître.

- Valery de Leuconay, ermite éponyme de Saint-Valery-sur-Somme
- saint Bertin
- saint Frobert (début du VIIe siècle-vers 670), moine de Luxeuil, puis fondateur et premier abbé de l'abbaye Saint-Pierre de Montier-la-Celle à Saint-André-les-Vergers
- Théofroy (mort vers 690), fondateur de l'abbaye de Corbie puis évêque d'Amiens
- Audomar
- Remacle
- Agile de Rebais
- Aubert de Cambrai
- saint Berchaire, moine de Luxeuil, fondateur et premier abbé de l'abbaye Saint-Pierre d'Hautvillers, martyr